# Azijska Formula 3
Azijska Formula 3 je dirkaško prvenstvo formul v Aziji, ki poteka od leta 2004.

## Prvaki
| Azijska Formula 3 | Azijska Formula 3 | Azijska Formula 3   | Azijska Formula 3         | Azijska Formula 3 | Azijska Formula 3 | Azijska Formula 3 |
| Leto              | Dirkač            | Šasija-Motor        | Moštvo                    | Zmage/Štarti      | Toč               |                   |
| ----------------- | ----------------- | ------------------- | ------------------------- | ----------------- | ----------------- | ----------------- |
| 2007–08           | Frédéric Vervisch | Team Goddard        | ?                         | ?                 | ?                 |                   |
| 2007              | Dillon Battistini | Aran Racing         | ?                         | ?                 | ?                 |                   |
| 2006              | James Winslow     | Dallara-TOM's       | JA Motorsports            | 8/18              | 284               |                   |
| 2005              | Ananda Mikola     | Dallara-TOM's       | Fastron Racing            | 5/12              | 154               |                   |
| 2004              | Christian Jones   | Dallara-Mugen Honda | Cristian Jones Motorsport | 4/10              | 111               |                   |